# Tanco
San Tanco (o Tancho, Tanchon, Tatta; fallecido en 815) fue un abad, obispo y mártir escocés en Alemania. Es venerado como santo en la Iglesia católica, siendo su fiesta el 6 de febrero o el 15 de febrero, según el calendario litúrgico.

## Cuenta de los monjes de Ramsgate
Los monjes de la Abadía de San Agustín, Ramsgate, escribieron en su Libro de los Santos (1921),

Tanchon (Tancho) (San) M. (15 de febrero)
(Siglo VII u VIII) Misionero irlandés en la Alemania pagana. Difundió el conocimiento del Evangelio más especialmente en Sajonia. Llegó a ser el tercer Obispo de Werden, y al final sufrió el martirio.

## Relato de Butler
El hagiógrafo Alban Butler ( 1710-1773) escribió en su Lives of the Primitive Fathers, Martyrs, and Other Principal Saints, bajo el 16 de febrero,

San TANCO, o TATTA, B. M.
 Patton, abad de Amabaric, en Escocia, pasando a Alemania para predicar el evangelio, y siendo elegido obispo de Verden, Tanco, que había servido a Dios muchos años en esa abadía con gran reputación por su singular erudición y piedad, fue elevado a la dignidad de abad. Debido a su ardiente sed de martirio, renunció a este cargo y siguió a su compatriota y predecesor en Alemania, donde, después de algún tiempo, le sucedió en la véase de Verden, de la que fue el tercer obispo. Su éxito en la propagación de la fe fue muy grande, pero le causó un dolor inexpresable ver a muchos que se profesaban cristianos vivir esclavizados por pasiones vergonzosas. Con el fin de convertirlos, o al menos de confundirlos, predicó un sermón muy celoso contra los vicios que reinaban entre ellos, ante lo cual una turba bárbara se enfureció tanto que lo atacó ferozmente; y uno de ellos, apuñalándolo con una lanza, le procuró la gloriosa corona del martirio alrededor del año 815. Este relato nos lo da Krantzius, (1. 1. Metrop. c. 22. & 29.) Lesley, l. 5. Hist. Wion, l. 3. Ligni Vitæ.

## Relato de Ranbeck
Aegedius Ranbeck escribió en su obra Saints of the Order of Saint Benedict (1896),

San Tanco, obispo de Werda y mártir

Entre el noble grupo de misioneros y mártires que Escocia envió para difundir la luz de la fe entre las naciones paganas de Alemania y la Galia, debemos celebrar a San Tanco. Hijo de padres nobles y ricos, ingresó muy joven en el monasterio de Amarbarcum, y allí, por su trabajo incesante, su devoción a la oración, sus ayunos y vigilias, su dulzura hacia los demás y su rigor hacia sí mismo, se ganó el amor y el respeto de todos, hasta el punto de que, a la muerte del abad, fue elegido unánimemente por la comunidad para ser su cabeza. Su ascenso no supuso ningún cambio en su manera de vivir. En su propia persona, dio a sus hermanos un ejemplo perfecto de cómo vivir según la Regla de San Benito; sin embargo, templó su severidad con tal dulzura que todas sus órdenes fueron ejecutadas por sus monjes con la mayor prontitud.
El alma de nuestro Santo, sin embargo, anhelaba un campo más amplio. El ejemplo de Columba, de Galo y de innumerables santos le incitó a emprender una campaña contra los falsos dioses que aún se adoraban en muchas partes de Alemania. Comunicó su intención a sus monjes, seleccionó entre ellos un grupo de camaradas y se dirigió al país de los sajones. Allí, visitando todas las aldeas y ciudades, siguió sembrando la buena semilla; pero la cosecha no respondió a sus expectativas. Los paganos, salvajes e ignorantes, se burlaban abiertamente de los abnegados misioneros, por lo que nuestro Santo, dejando a algunos de sus compañeros al cuidado de los pocos conversos que había hecho, se dirigió después a Flandes. En este país, y en los territorios colindantes, sus trabajos tuvieron mucho éxito, y muchos se unieron a la Iglesia.
El nombre de San Tanco era ahora célebre en toda Flandes y la Galia; su fama penetraba incluso en el palacio real. Los habitantes de Werda ignoraban todavía las bendiciones del cristianismo; además, estaban sumidos en los más repugnantes vicios y maldades. En su celo por la fe, el emperador Carlomagno mandó llamar a San Tanco y le pidió que se hiciera cargo de la véase de Werda, entonces vacante. Nuestro Santo consintió, pero la tarea no era fácil. En su diócesis aún se adoraba abiertamente a los ídolos, y los crímenes más terribles se sucedían a diario. A pie, al frente de los monjes que había traído consigo de su tierra natal, el Obispo iba de pueblo en pueblo, animando a los pusilánimes, denunciando a los culpables y haciendo milagros para convencer a los incrédulos. Sin embargo, sus descripciones de la felicidad que aguarda a los piadosos y del castigo reservado a los malvados eran consideradas cuentos de viejas. Al ver que sus palabras no servían de nada, atacó a sus ídolos dondequiera que los encontraba; destrozó las estatuas de los falsos dioses, derribó sus altares y arrasó sus templos. Ante esto, los feroces bárbaros se enfurecieron tanto, que golpearon los sesos de su obispo con garrotes, le cortaron las piernas y los brazos con sus espadas, y dejaron el tronco, atravesado por mil heridas, nadando en sus vísceras, 815 d. C..